# 바르틴주

바르틴주의 위치

바르틴주(튀르키예어: Bartın ili)는 튀르키예 북부와 흑해 연안에 위치한 주로, 흑해 지역에 속한다. 주도는 바르틴이며 면적은 2,120km2, 인구는 159,610명(2007년 기준), 자동차 번호는 74번, 시외전화 지역번호는 0378번이다. 카스타모누주, 카라뷔크주, 종굴다크주와 접하며 4개 군을 관할한다. 두 개의 요새 섬과 수많은 옛 건물, 음식점 등이 들어서 있다.